# Марьясов, Александр Георгиевич
Алекса́ндр Гео́ргиевич Марья́сов (род. 26 июля 1947) — российский дипломат. Чрезвычайный и полномочный посол (2007).

## Биография
Окончил МГИМО МИД СССР (1969) и Дипломатическую академию МИД СССР (1984). Кандидат исторических наук. Владеет персидским и английским языками.
На дипломатической работе с 1969 года.
- В 1990—1991 годах — советник Управления стран Среднего Востока МИД СССР.
- В 1991—1992 годах — заведующий отделом Управления стран Среднего Востока МИД России.
- В 1992—1994 годах — советник Посольства России в Афганистане.
- В 1994—1997 годах — генеральный консул России в Исфахане (Иран).
- В 1997—1999 годах — начальник отдела Третьего департамента Азии МИД России.
- В 1999—2001 годах — заместитель директора Третьего департамента Азии МИД России.
- С 8 февраля 2001 по 30 мая 2005 года — чрезвычайный и полномочный посол Российской Федерации в Иране[1][2].
- В 2005—2009 годах — директор Второго департамента Азии МИД России.
- С 3 февраля 2010 по 25 августа 2014 года — чрезвычайный и полномочный посол Российской Федерации в Таиланде и постоянный представитель при ЭСКАТО в Бангкоке по совместительству[3][4].

## Дипломатический ранг
- Чрезвычайный и полномочный посланник 2 класса (20 июня 1994)[5]
- Чрезвычайный и полномочный посланник 1 класса (20 сентября 2003)[6]
- Чрезвычайный и полномочный посол (13 ноября 2007)[7]